# A601 (België)
De Belgische autosnelweg A601 is een snelweg van slechts 5 kilometer lang, ten noorden van Luik, die sinds 2014 in onbruik is. De snelweg heeft geen aansluitingen met het secundaire wegennet, maar diende als snelle doorverbinding voor verkeer op de A13/E313 uit noordelijke richting en de A3/E25-E40-E42 in oostelijke richting, en omgekeerd. Op die manier hoeft verkeer op de as van Antwerpen naar Duitsland niet via het nabijgelegen  knooppunt van Vottem.
De weg werd in 1964 opengesteld. Wegens de slechte staat van de weg werd in november 2013 echter 1 rijstrook afgesloten. Sinds 28 december 2014 is de A601 volledig afgesloten. Sindsdien moet verkeer van de A3/E25-E40-E42 richting A13/E313 (en omgekeerd) gebruikmaken van het knooppunt Vottem en 4 km langer rijden. Mogelijk zal de weg nooit meer worden opengesteld.
Na de overstromingen in juli 2021 werd de weg gebruikt als stortplaats voor puin uit de getroffen dorpen in de provincie Luik. In 2022 werd de kilometerslange strook asfalt opnieuw gebruikt, deze keer voor 150.000 ton slib en aarde uit dezelfde getroffen regio.